# Arizona State Sun Devils

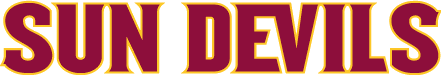
Logotyp

Arizona State Sun Devils är en idrottsförening tillhörande Arizona State University och har som uppgift att ansvara för universitetets idrottsutövning.

## Idrotter
Sun Devils deltager i följande idrotter:
| Herrar - Amerikansk fotboll - Baseboll - Basket - Brottning - Friidrott - Golf - Ishockey - Simhopp - Simning - Tennis - Terränglöpning | Damer - Basket - Beachvolleyboll - Fotboll - Friidrott - Golf - Gymnastik - Lacrosse - Simhopp - Simning - Softboll - Tennis - Terränglöpning - Triathlon - Vattenpolo - Volleyboll |

## Anläggningar
- Mullett Arena, framtida inomhusarena som kommer användas bland annat av Sun Devils lag för ishockey.

## Idrottsutövare

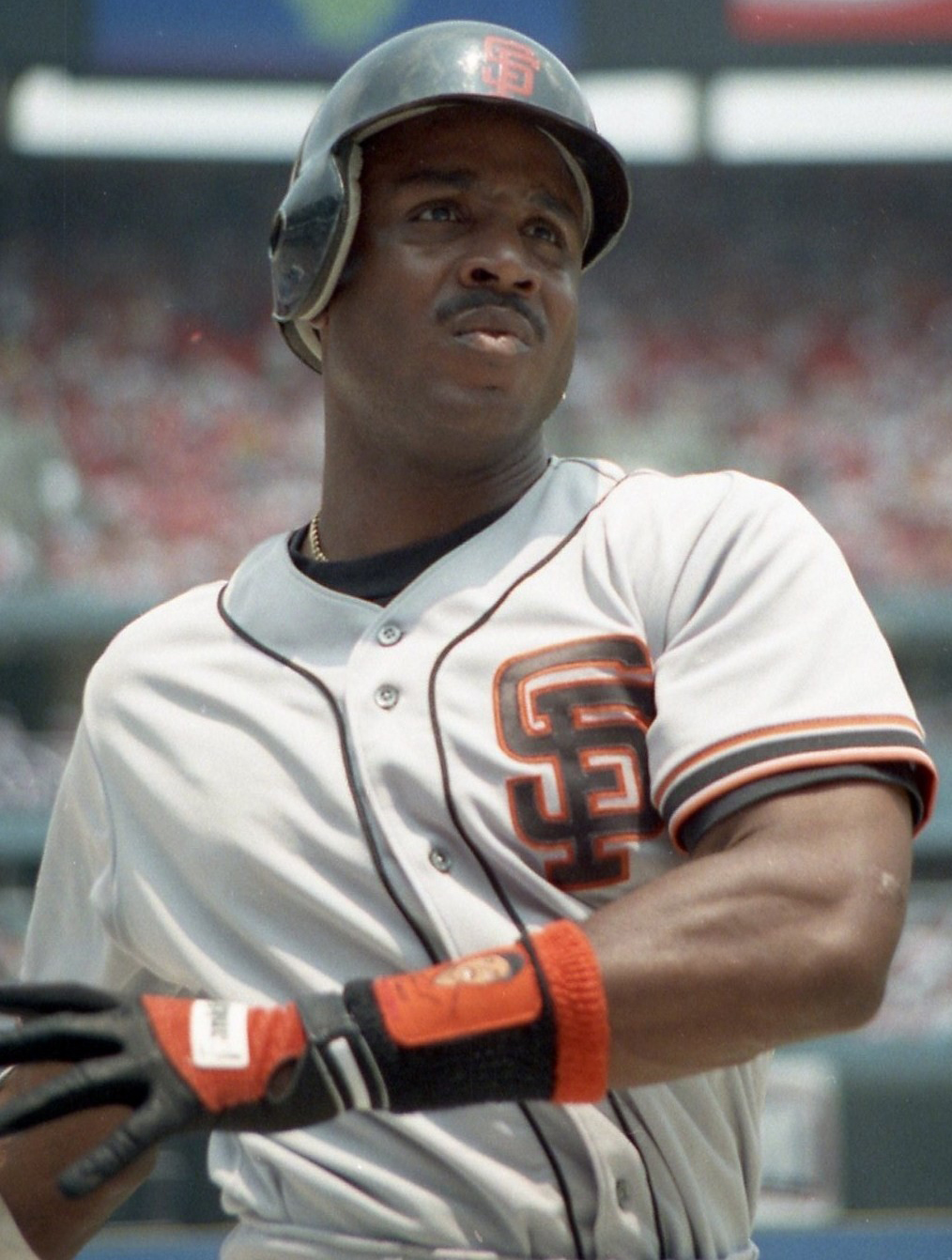
Barry Bonds.

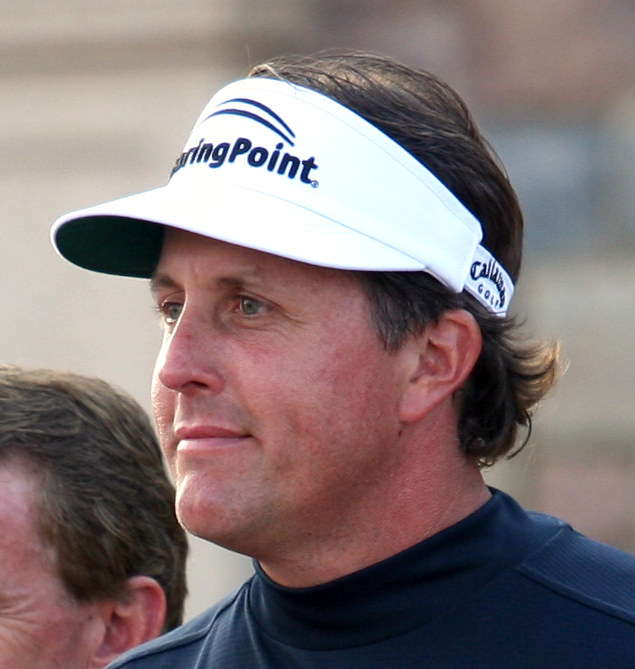
Phil Mickelson.

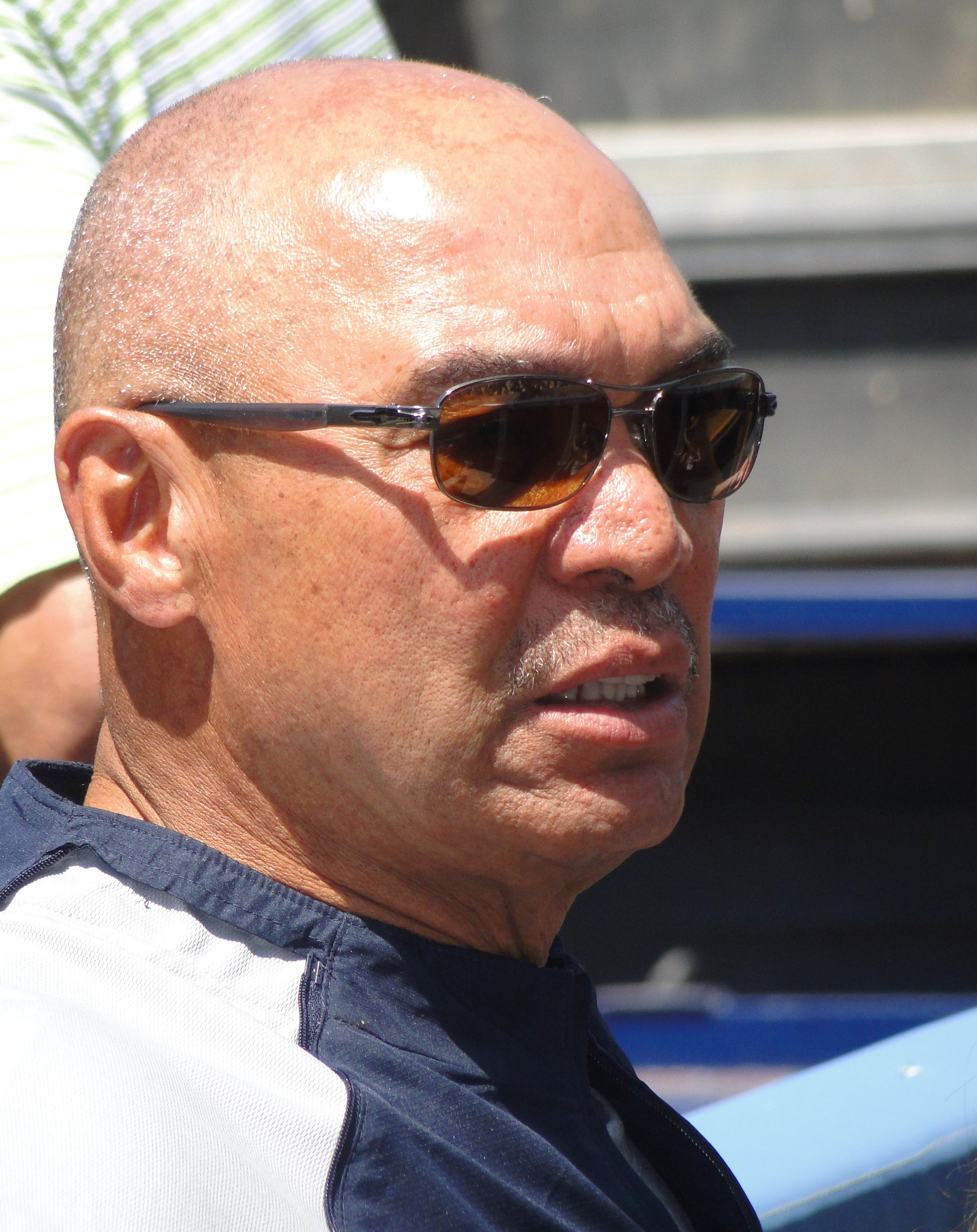
Reggie Jackson.

| Baseboll - Barry Bonds - Reggie Jackson - Dustin Pedroia Basket - Marcus Bagley - Joe Caldwell - Luguentz Dort - James Harden Brottning - Frankie Saenz Fotboll - Amy LePeilbet Friidrott - Leslie Deniz - Dwayne Evans - Maicel Malone-Wallace - Ria Stalman - Ryan Whiting Golf - Josele Ballester - Brandie Burton - JoAnne Carner - Paul Casey - Mike Hill | - Per-Ulrik Johansson - Matt Jones - Phil Mickelson - Alice Miller - Pia Nilsson - Anna Nordqvist - Grace Park - Pat Perez - David Puig - Jon Rahm Ishockey - Joey Daccord - Josh Doan Mixed martial arts - John Moraga Simhopp - Elina Eggers Simning - Gail Amundrud - Melissa Belote - Attila Czene - Léon Marchand - Florencia Szigeti Vattenpolo - Rowena Webster |